# خانه مکعب‌های کوچک
خانه مکعب‌های کوچک (به انگلیسی: The House of Small Cubes) یک فیلم کوتاه انیمهٔ ژاپنی است که توسط کونیو کاتو ساخته شده‌است. مدت این فیلم، ۱۲ دقیقه است و توانسته‌است جایزه‌های پرشمار و مهمی چون جایزهٔ اسکار برای بهترین پویانمایی کوتاه را از آن خود کند.